# NGC 3947
NGC 3947 ist eine Balken-Spiralgalaxie mit ausgedehnten Sternentstehungsgebieten vom Hubble-Typ SBb im Sternbild Löwe auf der Ekliptik. Sie ist schätzungsweise 275 Millionen Lichtjahre von der Milchstraße entfernt und hat einen Durchmesser von etwa 115.000 Lj.

Im selben Himmelsareal befinden sich die Galaxien NGC 3937, NGC 3946, NGC 3954, IC 2968.
Die Supernovae SN 1972C, SN 2001P (Typ-Ia), SN 2006aa (Typ-IIn) und SN 2013G (Typ-Ia) wurden hier beobachtet.
Das Objekt wurde am 26. April 1785 vom deutsch-britischen Astronomen Wilhelm Herschel entdeckt.